# Yunlong (köpinghuvudort i Kina, Hainan Sheng, lat 19,88, long 110,47)
Yunlong är en köpinghuvudort i Kina. Den ligger i provinsen Hainan, i den södra delen av landet, omkring 23 kilometer sydost om provinshuvudstaden Haikou. Antalet invånare är 16 549. Befolkningen består av 7 967 kvinnor och 8 582 män. Barn under 15 år utgör 19,0 %, vuxna 15-64 år 68 %, och äldre över 65 år 11,0 %.
Runt Yunlong är det tätbefolkat, med 343 invånare per kvadratkilometer. Närmaste större samhälle är Lingshan, 11,1 km norr om Yunlong. I omgivningarna runt Yunlong växer huvudsakligen savannskog.
Genomsnittlig årsnederbörd är 2 115 millimeter. Den regnigaste månaden är september, med i genomsnitt 339 mm nederbörd, och den torraste är januari, med 25 mm nederbörd.